# 1969 en fantasy
| Années de la fantasy : 1966 - 1967 - 1968 - 1969 - 1970 - 1971 - 1972    |
| Décennies de la fantasy : 1930 - 1940 - 1950 - 1960 - 1970 - 1980 - 1990 |

L'année 1969 a été marquée, en matière de fantasy, par les événements suivants.

## Naissances et décès

### Naissances
- 8 février : Mary Robinette Kowal, écrivain américaine.
- 14 novembre : Daniel Abraham, écrivain américain.

## Romans - Recueils de nouvelles ou anthologies - Nouvelles
- Lord of the Ringards, roman parodique du Seigneur des anneaux de J. R. R. Tolkien, écrit par Henry N. Beard et Douglas C. Kenney